# イゴール・オジム
イゴール・オジム（Igor Ozim、1931年5月9日 - 2024年3月23日）は、スロヴェニア共和国リュブリャナ出身のヴァイオリニスト。

## 経歴
ロンドンでマックス・ロスタルに師事。1951年にカール・フレッシュ国際ヴァイオリン・コンクール、1953年にARDミュンヘン国際音楽コンクールで入賞。ロンドン・フィルハーモニー管弦楽団、ワルシャワ国立フィルハーモニー管弦楽団及びベルリン・フィルハーモニー管弦楽団など世界的なオーケストラと共演。ケルン音楽大学、ベルン芸術大学の教授を経て、ザルツブルクのモーツァルテウム音楽大学教授。
高名な門弟にパトリシア・コパチンスカヤがいる。
2024年3月23日に死去。93歳没。